# 李察·史迪雅文
李察·占士·米高·史迪雅文（英語：Richard James Michael Stearman，1987年8月19日—）是一名英格蘭足球運動員，司職後衛，出身莱斯特城青訓系統，他現在效力於英冠球隊哈特斯菲。
哈哈哈哈哈哈哈

## 榮譽
狼隊
- 英格蘭足球冠軍聯賽冠軍：2008/09年；
- 英格蘭足球甲級聯賽冠軍：2013/14年；

## 外部連結
- Official club profile
- 足球数据库：李察·史迪雅文的球员统计数据

| 獎項                   | 獎項                               | 獎項               |
| ---------------------- | ---------------------------------- | ------------------ |
| 前任： 沒有            | 李斯特城 青訓學院年度最佳球員 2004 | 繼任： 阿倫·施漢   |
| 前任： 伊恩·休姆       | 李斯特城 年度最佳球員 2008         | 繼任： 史提夫·侯活 |
| 前任： 派崔克·傑斯奴保 | 李斯特城 年度球員先生 2008         | 繼任： 马特·费耶特 |